# Pietro Barzocchini
Pietro Barzocchini, noto anche con lo pseudonimo di Peter Bark (Roma, 1955), è un attore italiano.

## Biografia
Poco più che ventenne, Barzocchini recita nel film Zoorastia, pellicola mai terminata a causa di problemi finanziari. 
In seguito, ottiene piccole parti per due commedie italiane: Liquirizia e Arrivano i gatti.
Il suo ruolo più importante è quello di Michael, il monello protagonista del cult Le notti del terrore. 
Marco Giusti, nel 2013, lo ha intervistato nel suo programma Stracult.
È affetto da nanismo, patologia che gli ha permesso di interpretare, spesso, personaggi infantili. 

## Filmografia
- Liquirizia, regia di Salvatore Samperi (1979)
- Arrivano i gatti, regia di Carlo Vanzina (1981)
- Le notti del terrore, regia di Andrea Bianchi (1981)
- Sturmtruppen 2 - Tutti al fronte, regia di Salvatore Samperi (1982)
- Vai alla grande, regia di Salvatore Samperi (1983)